# Rosendo Márquez
Rosendo Márquez Hermosillo (Jalostotitlán, Jalisco, 1836 - 1899) fue un militar y político mexicano de ideología liberal. Se unió a Porfirio Díaz durante las revoluciones de la Noria y Tuxtepec. Fue gobernador constitucional del Estado de Puebla.

## Juventud y primeros años como militar
Sus padres fueron Agrimensor Ignacio Márquez y María del Refugio Hermosillo. Fue huérfano de padre desde los 14 años. Por tal motivo se desplazó a Atemajac para trabajar como operario en una fábrica de hilados y poco después a Tepic para trabajar en la fábrica de Jauja y en la fábrica de Bella Vista.  Se unió al partido liberal y apoyó el Plan de Ayutla proclamado en 1854. Al año siguiente inició su carrera militar. Durante la Revolución de Ayutla fue sargento primero de la Compañía de Bella Vista. Al ser prmulgada la Constitución de 1857 ascendió a teniente de la Guardia Nacional. El 15 de septiembre de 1861, durante la intervención francesa, fue ascendido a capitán. Con su nuevo rango dirigió un batallón de Sinaloa que combatió en el bando de los reformistas. El 26 de noviembre de 1870 fue nombrado comandante de escuadrón de caballería. Defendió al gobierno legítimamente constituido.

## Revoluciones de la Noria y Tuxtepec
Sin embargo, el 5 de noviembre de 1871, terminado el conflicto armado contra el imperio de Maximiliano y con la república restaurada, solicitó su baja del ejército porque no estaba conforme con la política de Benito Juárez ni con el resultado de las elecciones federales, de esta forma el día 21 del mismo mes se unió a la causa rebelde de Porfirio Díaz durante la Revolución de La Noria como coronel de caballería. En 1872, con la confianza de Díaz fue ascendido a general de brigada, participó en los combates del puente del Naranjal, San Felipe de los Maderos y en los dos de Cuanutic. Asimismo, participó en los ataques a San Juan de los Lagos, Huauchinango y en la batalla de las Cumbres de Apulco.  
Al morir Benito Juárez, asumió la presidencia de la república Sebastián Lerdo de Tejada, quien se desempeñaba como presidente de la Suprema Corte y quien expidió una amnistía a los rebeldes. Una vez depuestas las armas, Rosendo Márquez sirvió al nuevo gobierno en las jefaturas de los cantones 5.º, 7.º y 11.º de Jalisco, esta última ubicada en Teocaltiche, lugar en el que su popularidad creció.  Debido a la nueva postulación de Lerdo de Tejada a la presidencia y los resultados de las elecciones federales de 1876 decidió unirse al Plan de Tuxtepec proclamado por Porfirio Díaz. El 5 de febrero de 1876 se pronunció a favor de dicha causa junto con la guarnición que comandaba en Teocaltiche, la cual estaba conformada inicialmente por 28 dragones y 20 infantes. En dos días reunió una fuerza de 200 infantes y casi cien caballos.  Tomó la plaza de San Juan de los Lagos, poco después pasó por Jalostotitlán, San Miguel el Alto, Arandas y Atotonilco con dirección a León para unirse a Donato Guerra. El general Guerra lo nombró comandante de la línea de oriente trazada sobre los estados de Guanajuato y Zacatecas, organizó guerrillas para hostilizar a las fuerzas federales. Al avanzar hacia el estado de Michoacán fue hecho prisionero y conducido a San Juan de los Lagos, en donde la Secretaría de Guerra lo juzgó como plagiario y salteador, fue sentenciado a muerte. 
Cuando se conoció la noticia los habitantes de Teocaltiche, Jalostotitlán, San Juan de los Lagos y Villa de Unión protestaron la sentencia y pidieron el indulto. En consecuencia el jues de distrito determinó conducir a Márquez a la penitenciaría de Guadalajara para que fuese juzgado conforme a la ley. Su esposa y sus partidarios lograron burlar la vigilancia de la escolta para liberar a Márquez en las cercanías de San Juan de los Lagos. Al día siguiente Márquez volvió a tomar las armas contra quienes habían sido sus guardianes y continuó su campaña en Guanajuato y Jalisco.  El 28 de febrero de 1876 recibió de Porfirio Díaz el nombramiento de general de brigada. Al año siguiente, consolidado el triunfo de la Revolución de Tuxtepec, fue nombrado general en jefe del Estado de Jalisco y comandante militar de Colima.

## Vida política
Fue diputado federal al Congreso de la Unión de las legislaturas VIII, IX, X y XI.  El 5 de junio de 1882 fue designado jefe de la 9.ª Zona Militar que comprende parte de los territorios de Puebla, Tlaxcala y Veracruz. En 1884 fue elegido presidente del Club "Sufragio Popular" desde el cual apoyó la nueva candidatura de Porfirio Díaz a la presidencia de la república. Poco después fue elegido gobernador constitucional del Estado de Puebla, cargo que ejerció en 1885 y que terminó su suplente Manuel M. Arrioja.

## Rebelión de Tomóchic
Durante la represión de Tomóchic sustituyó en el mando al general Felipe Cruz, quien a su vez había sustituido al general José María Rangel. Rosendo Márquez, siguiendo las instrucciones del secretario de Guerra Pedro Hinojosa, ordenó al coronel Lorenzo Torres realizar un segundo ataque para barrer a la población de Tomochi, lugar en donde se encontraban rebeldes inconformes contra la política de Porfirio Díaz porque ésta limitaba la autonomía política y económica de los pueblos, la explotación forestal y minera realizada por extranjeros, y que habían iniciado una revuelta cuando el nuevo párroco decidió retirar una imagen de Teresa Urrea, joven sonorense que según sus seguidores obraba milagros. El último ataque que llevaron a cabo los hombres de Lorenzo Torres  concluyó con la masacre de los 120 rebeldes, sin embargo el saldo final fue una humillación para el ejército porfirista ya que de un total de 1200 efectivos que habían participado para reprimir la rebelión, casi 600 murieron.
Cuando Rosendo Márquez terminó su período como gobernador de Puebla fue ascendido a general de división. Dejó como legado correspondencia, papeles y documentos públicos y privados que escribió y recibió de 1878 a 1897. Falleció en 1899.